# Kutlu Adalı
Kutlu Adalı (Nicosia, 3 gennaio 1935 – Nicosia, 7 luglio 1996) è stato un poeta e giornalista cipriota di etnia turco cipriota.

## Biografia
La sua famiglia emigrò ad Adalia, in Turchia, quando aveva tre anni ma dopo aver terminato la scuola superiore nel 1954, tornato a Cipro, ha iniziato a lavorare presso la camera comunale turca.
Ha fondato la casa editrice Beşparmak nel 1959 ed è stato editorialista per i giornali Söz, Ortam, Kıbrıs Postası e per il quotidiano di sinistra Yeni Düzen di Nicosia, sul quale aveva una rubrica fissa, From Blue Cyprus. Inoltre ha scritto diverse poesie.
Mentre i suoi primi lavori, inclusi i suoi libri e periodici, erano di contenuto nazionalistico, i suoi ultimi contributi sono stati critici nei confronti della classe dirigente di destra prevalente nel nord della sua isola natale. Fece rilevare come i turco-ciprioti fossero stati costretti a fuggire dall'isola, sostituiti dai militari turchi.
Tra il 1961 e il 1972 ha lavorato come direttore dell'ufficio privato di Rauf Denktash, e in seguito, fu a capo del Dipartimento per la popolazione e la registrazione delle nascite nella Repubblica turca di Cipro, proclamata poco prima, nel 1983.
È stato tra i fondatori dell'Associazione di pace turca di Cipro e del gruppo di contatto per una Cipro indipendente e federale.

## L'assassinio
Il 7 luglio 1996 Adalı fu ucciso a colpi di arma da fuoco, fuori dalla sua casa. Pochi giorni dopo il giornale filo-TRNC Kıbrıs ricevette la rivendicazione dell'omicidio di Kutlu Adalı da parte di un gruppo fascista che si definiva "Brigata della vendetta turca", anche se è stato ipotizzato un possibile coinvolgimento dei "lupi grigi". L'inchiesta avviata dalle autorità di Cipro del Nord non ha dato alcun risultato e non è stato possibile determinare chi ha commesso l'omicidio. La moglie, Ilkay Adali, si è rivolta alla Corte europea dei diritti dell'uomo facendo causa alla Turchia. Come risarcimento morale a Ilkay Adali, la Turchia è stata costretta a versare la somma di 95.000 euro.

## Opere
- Köy Raporları 1961, 1962, 1963
- Dağarcık, 1963
- Söyleşi, 1968
- Çirkin Politikacı, Pof, 1969
- Hayvanistan, 1969
- Sancılı Toplum, 1969
- Köprü, 1969
- Şago, 1970
- Nasrettin Hoca ve Kıbrıs, 1971